# Лелістад
Лелістад (нід. Lelystad) — місто й муніципалітет у центральній частині Нідерландів, столиця провінції Флеволанд. Муніципалітет Лелістад має площу 765 км², що робить його найбільшим за площею муніципалітетом країни.
Місто Лелістад було засновано в 1967 році на осушеній території. Свою назву одержало на честь Корнеліса Лелі, розроблювача дамби Афслютдейк, будівництво якої дозволило провести осушення. Лелістад розташований приблизно на п'ять метрів нижче рівня моря. При проектуванні Лелістад замислювався не тільки як адміністративний, але і як економічний центр регіону. Однак його ріст виявився не таким швидким, як у міста Алмере, також побудованого на осушеній території, але розташованого ближче до Амстердама.

## Географія
Лелістад розташований в польдері в провінції Флеволанд. Лелістад межує на заході з озерами Маркермер і Ейсселмер, на півдні з муніципалітетами Алмере і Зеволде, на сході з муніципалітетом Дронтен.
Муніципалітет Лелістад — найбільший по площі муніципалітет країни. Досить велику частину його території займають озера Маркермер і Ейсселмер, що утворилися після будівництва дамб, що відгородили колишню затоку Зейдерзе від Північного моря. Муніципалітет Лелістад також повністю перебуває на території осушеної частини озера Ейсселмер в XX столітті. Значну частину території муніципалітету займає заповідник Oostvaardersplassen, що виник після осушення польдеру Південний Флеволанд. Місто Лелістад також оточене безліччю лісів, парків і ферм.

## Транспорт
Лелістад пов'язаний з Амстердамом як автомобільною дорогою, так і залізницею. У місті є невеликий аеропорт, супутник аеропорту Схіпгол, а також власний морський порт.

## Визначні пам'ятки

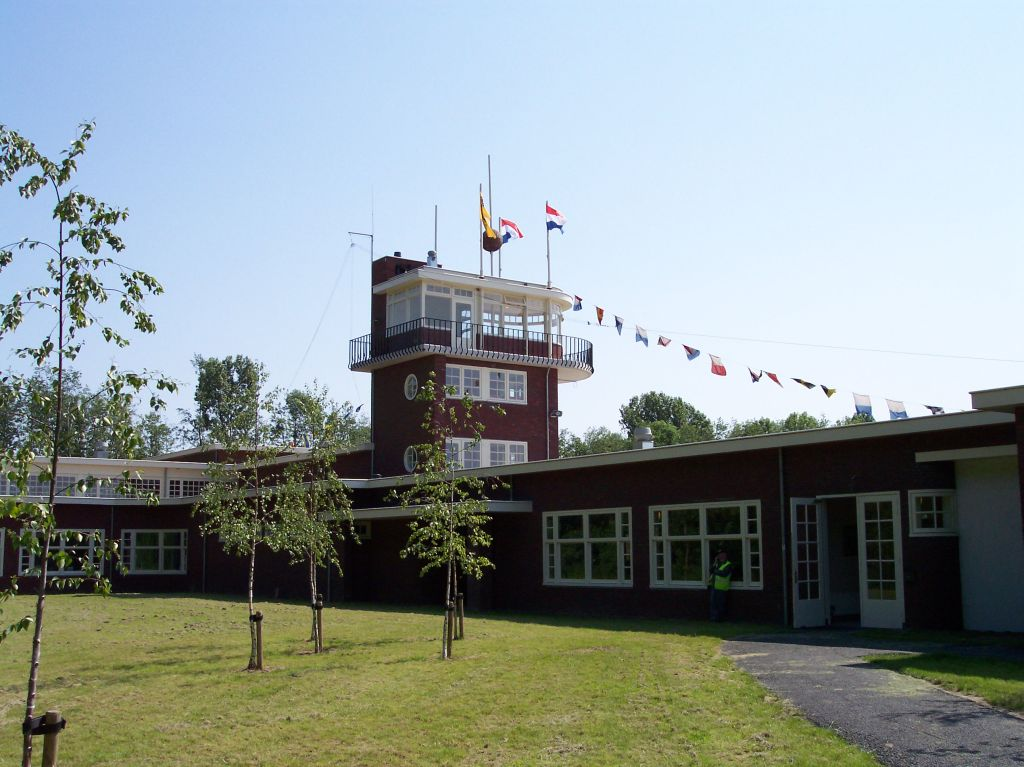
Авіодром у Лелістаді

Поруч із міським аеропортом розташований музей-тематичний парк Авіодром, у якому можна побачити велику кількість літаків. Цікаво, що найбільший експонат музею, Boeing 747, потрапив у Лелістад не по повітрю, а по воді, оскільки аеропорт Лелістада не може приймати такі великі повітряні судна. Літак, проданий KLM музею за символічну ціну в €1, привезли в Лелістад на баржі.
Серед визначних пам'яток міста — копія легендарного корабля голландської Ост-Індської компанії «Батавія».